# Église des Frères Unis en Christ
 (juillet 2024).
Si vous disposez d'ouvrages ou d'articles de référence ou si vous connaissez des sites web de qualité traitant du thème abordé ici, merci de compléter l'article en donnant les références utiles à sa vérifiabilité et en les liant à la section « Notes et références ».
L'Église des Frères Unis en Christ (anglais : Church of the United Brethren in Christ) est une association chrétienne évangélique d'églises mennonites. Le bureau national des États-Unis est situé à Huntington, dans l'Indiana.

## Historique
Elle a été organisée en 1800 par Martin Boehm et Philip William Otterbein (en) et est la première confession américaine qui n'a pas été transplantée d'Europe. Elle a émergé des églises des Frères Unis qui n'étaient initialement pas organisées, et dont toutes n'ont pas rejoint cette église lorsqu'elle a été formellement organisée en 1800, à la suite d'une conférence en 1789 à l'église Otterbein (Baltimore dans le Maryland).
En 1889, une controverse sur l'adhésion à des sociétés secrètes telles que les francs-maçons, la manière appropriée de modifier la constitution de l'église, et d'autres questions ont divisé les Frères Unis en blocs majoritaires libéraux et minoritaires conservateurs, ces derniers étant dirigés par l'évêque Milton Wright (père des frères Wright). Les deux groupes ont continué à utiliser le nom de l'Église des Frères Unis en Christ.
La faction majoritaire, connue sous le nom de l'Église des Frères Unis en Christ (Nouvelle Constitution), a fusionné avec l'Église évangélique en 1946 pour former une nouvelle confession appelée l'Église évangélique des Frères Unis (en) (EUB). Cette dernière a à son tour fusionné en 1968 avec l'Église méthodiste pour former l'Église méthodiste unie (UMC).
La faction dirigée par Wright, l'Église des Frères Unis en Christ, Ancienne Constitution, continue aujourd'hui en tant que confession d'environ 550 congrégations, avec 47 300 membres dans quinze pays. La conférence nationale des États-Unis se compose d'environ 200 églises et 25 000 membres aux États-Unis, ainsi que de districts de mission en Haïti et en Inde. 

## École
Parmi les universités fondées par l'Église, seule l'université de Huntington (en) a maintenu son affiliation avec elle.

## Croyances
Elle a une structure épiscopale et une théologie arminienne, ayant ses racines dans les communautés mennonites et réformées allemandes de la Pennsylvanie du XVIIIe siècle, ainsi que des liens étroits avec le méthodisme.